# Ponsampère
Ponsampère (in occitano Ponsan Pera) è un comune francese di 115 abitanti situato nel dipartimento del Gers nella regione dell'Occitania.

## Società

### Evoluzione demografica
Abitanti censiti